# Dojran (kommun)
Dojran är en kommun i Nordmakedonien. Den ligger i den sydöstra delen av landet. Antalet invånare är 3 084. Huvudort är Dojran.